# Arvid Huss

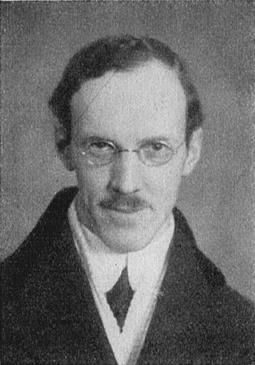
Arvid Huss

Arvid Immanuel Huss, född 14 november 1881 i Umeå, död 15 september 1973 i Kungsholms församling i Stockholm, var en svensk arkitekt.

## Biografi
Efter studentexamen i Stockholm studerade han vid Kungliga tekniska högskolan 1901–1904 och 1905–1907. Därpå följde studier vid arkitekturskolan vid Det Kongelige Danske Kunstakademi i Köpenhamn. Han var anställd i Stockholm hos Ernst Stenhammar 1906, 1907–1908, i Malmö hos Salomon Sörensen 1908 och hos Alfred Arwidius 1909 och blev chef för filialen i Karlskrona 1909–1910. Därefter drev han egen verksamhet i Karlskrona 1910–1913, och verkade parallellt som tillförordnad stadsarkitekt i staden 1911–1913. 1913 flyttade han tillbaka till Stockholmsområdet och drev egen verksamhet från Råsunda. Han var konsulterande arkitekt för Jernkontoret 1914, Sundsvalls stad 1916–1917 och hos Nordiska kompaniet 1917–1919.
Han kom vidare att verka inom reklambranschen och var bland annat reklamchef för Svenska maskinverken 1919–1921 och för Svenska verktygsmaskinfabrikens export AB:s reklamavdelning 1920–1921. Han medverkade i bildandet av Svenska reklamförbudet.
Han var även känd genom sina insatser som genealog och släktforskare, med de egna skrifterna om släkten Huss; Vi Hussar 1614–1964 och Magnus Huss, legend-gestalt. Arvid Huss är begravd på Norra begravningsplatsen utanför Stockholm.

## Verk i urval
- Ronneby Teater. 1910

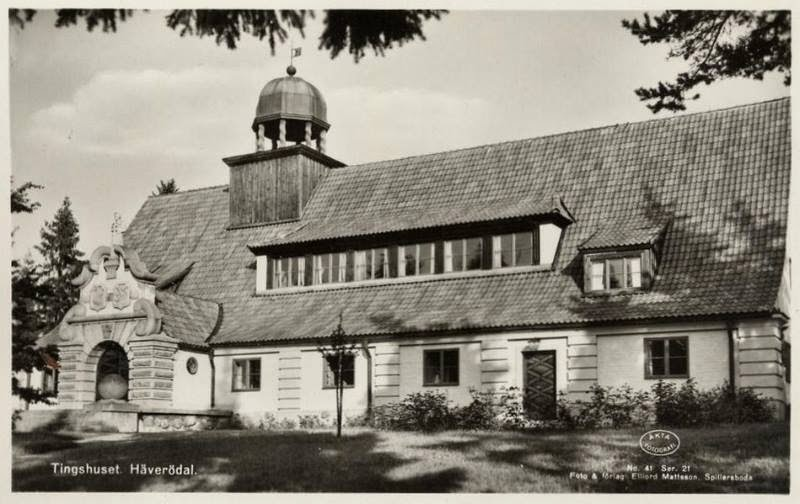
Häverödals tingshus

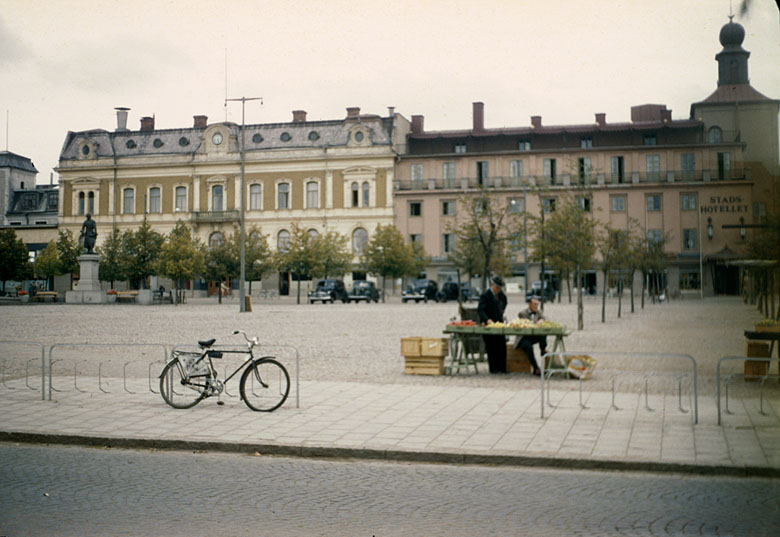
Stadshotellet i Motala (t.h.)

- Spårvagnshallar, Karlskrona, 1910–13
- Varmbadhus, Ronneby, 1913–14
- Kommunhus, Sveg, 1916
- Restaurangbyggnad i Wämöparken, Karlskrona, 1916
- Motala stadshus (om och påbyggnad), 1921
- Motala stadshotell, 1921
- Häverödals tingshus, 1924
- Fabriks- och bostadsbyggnader för Wedevågs Bruk 1937–38